# Rustiques (Roussel)
Rustiques is een verzameling composities van Albert Roussel. Hij schreef de werkjes voor piano gedurende de jaren 1903 tot en met 1906. Ze waren voor het eerst te horen in de Salle Pleyel op 17 februari 1906, pianiste was Blanche Selva.
De werkjes zijn getiteld:
- Danse au bord de l’eau
- Promenade sentimentale en forêt
- Retour de fête